# Apodanthera biflora
Apodanthera biflora är en gurkväxtart som beskrevs av Célestin Alfred Cogniaux. Apodanthera biflora ingår i släktet Apodanthera och familjen gurkväxter. Inga underarter finns listade i Catalogue of Life.